# Erupción del monte Fuji de la era Hōei

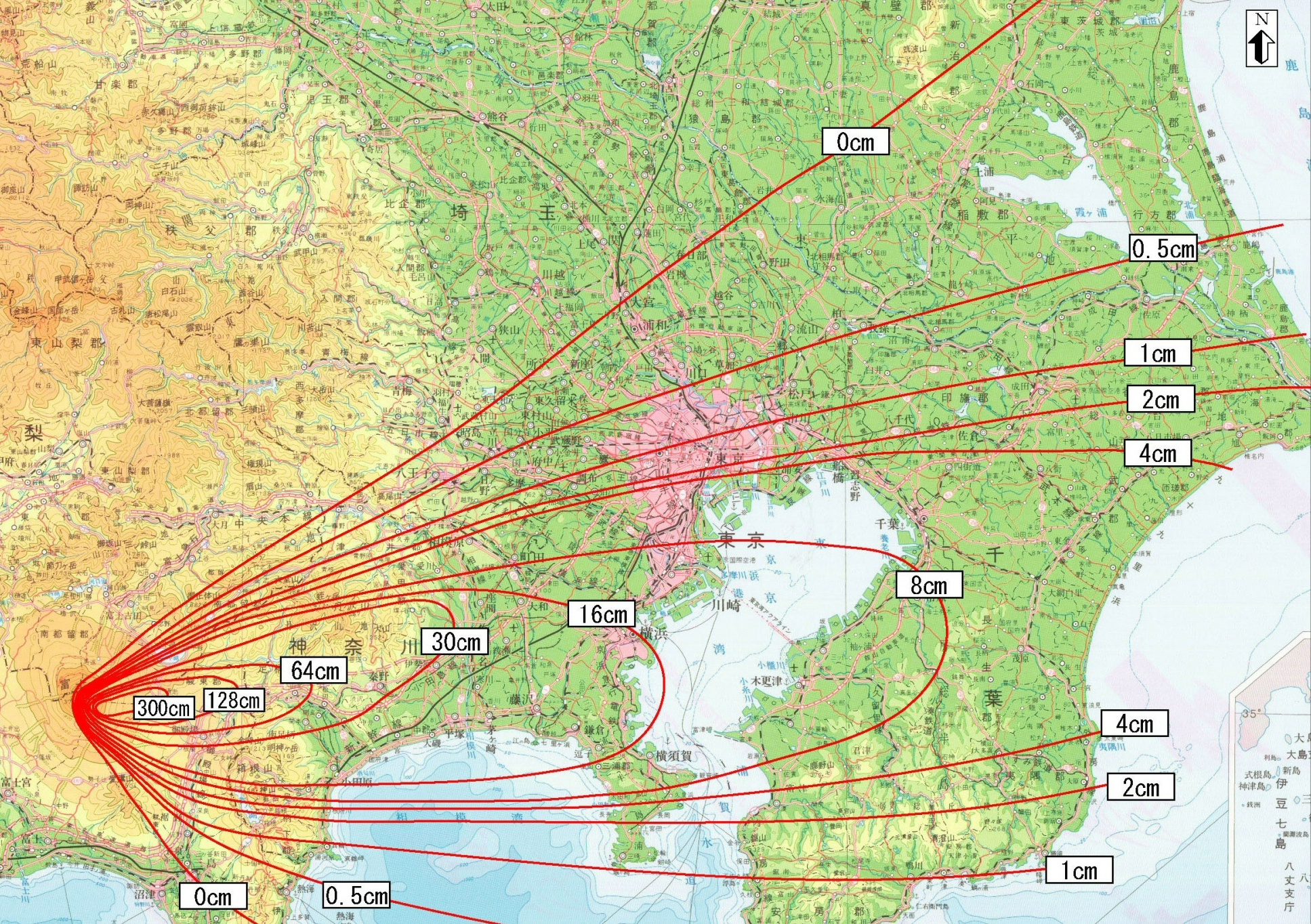
Mapa de la extensión de las cenizas arrojadas durante la erupción de Hōei.

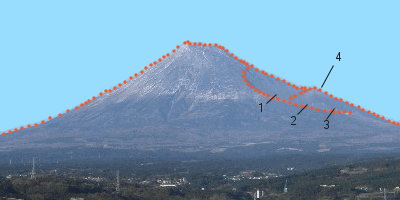
Vista desde el sur del monte Fuji mostrando las formaciones que aparecieron en la erupción:
1: Cráter N.º 1; 2: Cráter N.º 2; 3: Cráter N.º 3; 4: Monte Hōei.

La erupción del monte Fuji de la era Hōei (宝永大噴火 Hōei dai funka?) fue la tercera erupción registrada de este volcán, ocurrió en 1707, que corresponde al año 4 de la era Hōei en el calendario tradicional japonés. Las dos erupciones anteriores ocurrieron en la era Heian (las erupciones Enryaku y Jōgan).
Aunque no produjo ningún flujo de lava, la erupción de la era Hōei soltó a la atmósfera un gran volumen de cenizas volcánicas, que se extendieron a lo largo de vastas áreas a su alrededor, llegando incluso a Edo, situado a 100 km del monte Fuji. Se estima que el volumen total de cenizas fue aproximadamente 800.000.000 m³.
La erupción ocurrió en el lado sudoeste del monte Fuji, y creó tres nuevos cráteres hoy numerados del 1 al 3. El monte Fuji no ha vuelto a entrar en erupción desde entonces.

## Desastres naturales secundarios
En el año siguiente a la erupción,(1708) el río Sakawa se desbordó y provocó inundaciones en la zona, a causa de los sedimentos de cenizas volcánicas.
Las cenizas fueron depositándose en los campos de cultivo situados al este del monte Fuji y, para poder seguir cultivando, los granjeros fueron acumulando los productos volcánicos en grandes pilas en vertederos. Al caer la lluvia se llevó todos esos montones de tierra y cenizas y las arrastró hacia los ríos, por lo que disminuyó la profundidad de algunos de esos ríos. Además, en el río Sakawa algunas de las cenizas volcánicas más voluminosas fueron creando embalses temporales de agua a lo largo del recorrido del río.
Finalmente, las lluvias de los días 7 y 8 de agosto del año siguiente a la erupción provocaron una avalancha de cenizas volcánicas y lodo que rompió esos embalses e inundó la llanura de Ashigara.
- Datos: Q288045
- Multimedia: Hōei eruption / Q288045